# Colonia Orquídeas
Colonia Orquídeas är en ort i Mexiko.   Den ligger i kommunen Emiliano Zapata och delstaten Veracruz, i den sydöstra delen av landet, 240 km öster om huvudstaden Mexico City. Colonia Orquídeas ligger 1 221 meter över havet och antalet invånare är 278.
Terrängen runt Colonia Orquídeas är huvudsakligen kuperad, men den allra närmaste omgivningen är platt. Runt Colonia Orquídeas är det tätbefolkat, med 331 invånare per kvadratkilometer. Närmaste större samhälle är Xalapa, 6,7 km nordväst om Colonia Orquídeas. I omgivningarna runt Colonia Orquídeas växer huvudsakligen savannskog.